# Electroteleiopsis hebdomas
Electroteleiopsis hebdomas (лат.) — ископаемый вид перепончатокрылых наездников рода Electroteleiopsis из семейства Scelionidae. Один из древнейших представителей паразитических перепончатокрылых. Обнаружен в меловом испанском янтаре (Álava, альбский ярус, формация Escucha, около 110 млн лет).

## Описание
Мелкие перепончатокрылые наездники. Длина тела 1,23—1,38 мм, длина переднего крыла 0,61 мм. Усики 12-члениковые, булава состоит из 7 сегментов. Формула шпор голеней: 1-2-2.
Вид Electroteleiopsis hebdomas был впервые описан по останкам в янтаре в 2014 году испанским энтомологом Дж. Ортега-Бланко (Jaime Onega-Bianco, Departament d’Estra-tigrafia, Paleontologia i Geociencies Marines, Universitat de Barcelona, Барселона, Испания), канадским биологом Рианом МакКелларом (Ryan C. McKellar, Department of Earth & Atmospheric Sciences, University of Alberta, Эдмонтон, Канада), и американским палеоэнтомологом Майклом Энджелом (M. S. Engel, Division of Invertebrate Zoology, American Museum of Natural History, New York; and Division of Entomology, Paleoentomology, Natural History Museum, and Department of Ecology & Evolutionary Biology, Канзасский университет, Лоренс, Канзас, США) вместе с такими видами как Proterosceliopsis masneri, Bruescelio platycephalus и другими. Включён в состав отдельного монотипического рода Electroteleiopsis. Родовое название Electroteleiopsis происходит от близкого рода Electroteleia, который вдвое крупнее (3,5 мм), а видовое E. hebdomas от греческого слова «hebdomas» (семь, по числу члеников булавы усиков).